# Gerald Stano

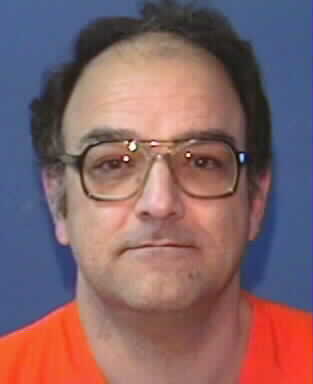
Gerald Stano

Gerald Eugene Stano (* 12. September 1951 in Daytona Beach, Florida; † 23. März 1998 in Starke, Florida) war ein US-amerikanischer Serienmörder, der gestand, in New Jersey, Pennsylvania und Florida 41 Frauen ermordet zu haben.

## Leben
Er wurde als Paul Zeininger in Daytona Beach, Florida geboren. Seine leibliche Mutter lehnte ihn ab und gab ihn zur Adoption frei, als er sechs Monate alt war. Die Krankenschwester Norma Stano adoptierte ihn. Nach Zeugenaussagen sollen die Adoptiveltern liebevoll gewesen sein. In der Schule soll er Schwierigkeiten beim Lernen und der Anpassung an seine Mitschüler gehabt haben. Er ging einige Jahre zur Militärakademie von Virginia und machte seinen High-School-Abschluss in Daytona. Danach arbeitet er an der Tankstelle seines Adoptivvaters und hatte einige Gelegenheitsjobs als Koch und Kellner.
Am 25. März 1980 kam eine Prostituierte in die Polizeistation von Daytona Beach und sagte aus, dass sie von einem Mann attackiert wurde. Sie konnte jedoch entkommen und sich das Nummernschild des Wagens merken. Die Polizei identifizierte den Inhaber als den 28-jährigen Gerald Eugene Stano aus Ormond Beach. Bei der Befragung am 1. April 1980 gestand er den Angriff auf die Frau. Als ihn die Polizei verdächtigte, auch für weitere Angriffe auf Frauen verantwortlich zu sein und ihm Fotos von vermissten und bereits ermordeten Frauen zeigte, verstrickte er sich in Widersprüche und gab im Laufe des Verhöres sowie weiterer Befragungen schließlich zu, 41 Frauen zwischen 1974 und 1980 ermordet zu haben. Da viele seiner Geständnisse nicht zur Anklage gebracht wurden und 19 Opfer gar nicht mehr identifiziert werden konnten, wurde er für lediglich 9 der Morde für schuldig befunden und zum Tode verurteilt. Kurz vor dem ersten Hinrichtungstermin am 2. Juli 1986 gewährte ihm das Berufungsgericht unbegrenzten Aufschub. Am 23. März 1998 wurde Stano im Florida State Prison auf dem elektrischen Stuhl Old Sparky hingerichtet.